# Operatie Brevity
Operatie Brevity was een militaire operatie tijdens de Tweede Wereldoorlog. Het was de eerste, onsuccesvolle Britse poging om het belegerde Tobroek te ontzetten. De Duitsers en Italianen wisten de Britten later weer terug te drijven naar de oude stellingen, waarbij veel manschappen, voertuigen en voorraden verloren gingen.

## Aanleiding
Sinds 31 maart was de havenstad Tobroek omsingeld door Duitse en Italiaanse troepen. In april en begin mei werd een plan uitgewerkt om de omsingeling te doorbreken en de stad te ontzetten.
Onder druk van Churchill om Tobroek te ontzetten, herstelde en reorganiseerde generaal Archibald Wavell het 13e Britse korps. Dit korps stond onder leiding van luitenant-generaal Noel Beresford-Peirse. Het 13e Britse korps had de beschikking over de 7e pantserdivisie en de 3e Indiase divisie, met 220 tanks.

## Uitvoering van de operatie
Hun eerste doel was om de Sollum en Halfaya passages te veroveren. Vervolgens zou men Fort Capuzzo moeten veroveren, doorstoten naar Tobroek en trachtten de havenstad te ontzetten. Tegenover de Britten stond het Afrikakorps onder leiding van Erwin Rommel. Het Afrikakorps had meer en ervaren troepen ter beschikking, maar minder tanks. Daartegenover stond dat de Duitsers zij aan zij vochten met de slechter uitgeruste en minder getrainde Italianen.
Het garnizoen van de Halfaya passage omvatte een Duitse gemotoriseerde eenheid en een Italiaanse Bersaglieri eenheid (lichte infanterie). Bovendien had het de beschikking over een paar 47/32 mm antitankkanonnen. Terwijl de Duitsers zich terugtrokken, bleven de Italianen hun posities behouden, en wisten zelfs zeven van de tien Britse Matilda tanks te vernietigen. Echter werden de Italianen door de andere tanks van het 4e Koninklijke Tank Regiment overrompeld. De Italianen werden gedood, krijgsgevangen gemaakt of wisten zich op het laatste moment nog terug te trekken naar de veilige linie. Aanvankelijk slaagden de Britten in hun opzet, het terugdringen van de asmogendheden in Noord-Afrika, maar doordat de Britten de eenheden van de asmogenheden niet voldoende onder druk zetten, wisten vele Duitsers en Italianen te ontkomen en een goede verdedigingslinie op te stellen. De Britten liepen zich hier op vast en hun aanval werd gestopt.

## Duitse tegenaanval
Het gebrek aan coördinatie tussen grondtroepen en de luchtmacht was een groot gebrek bij de Britten, en bovendien was er slecht contact met de troepen van Morshead in Tobroek, wat bijdroeg aan het mislukken van de operatie.
Rommel lanceerde een tegenaanval en dwong het 13e korps om terug te trekken tot aan de Egyptische grens. Spoedig zou Rommel nog meer tegenaanvallen lanceren, om alle verloren grond tijdens Operatie Brevity te heroveren. Na de herovering werden de passages van Sollum en Halfaya door de Duitsers volgelegd met mijnen. Als extra bescherming werden er enkele 88mm Flak kanonnen opgesteld die de doorgangen beschermden.

### Nieuwe geallieerde aanval
De volgende maand openden dezelfde twee geallieerde eenheden het vuur, bij de start van Operatie Battleaxe. Wederom wilden ze via de passages van Sollum en Halfaya doorstoten naar Tobroek. Bij de passages kregen ze een bloedige verrassing en een dure les. De verliezen aan manschappen en materieel was groot. De Britten verloren 960 manschappen, 91 tanks en 36 vliegtuigen. Vervolgens lanceerde Rommel opnieuw een tegenaanval en dwong de Britten terug te trekken richting de Egyptische grens.